# Форно (Маса-Карара)
Форно је насеље у Италији у округу Маса-Карара, региону Тоскана.
Према процени из 2011. у насељу је живело 708 становника. Насеље се налази на надморској висини од 186 м.